# Garoua-Bethel
Garoua-Bethel est un village camerounais de la région de l'Est. Il se situe dans le département de Lom-et-Djérem et dépend de la commune de Garoua-Boulaï et du canton de Doka. 

## Population
D'après le recensement de 2005, le village comptait cette année là 521 habitants. 